# ماروتامونای
ماروتامونای (به لاتین: Maruthamunai) یک منطقهٔ مسکونی در سری‌لانکا است که در Kalmunai Divisional Muslim Secretariat واقع شده‌است. ماروتامونای ۱۳٬۹۴۸ نفر جمعیت دارد.